# Schloss Bjärka-Säby

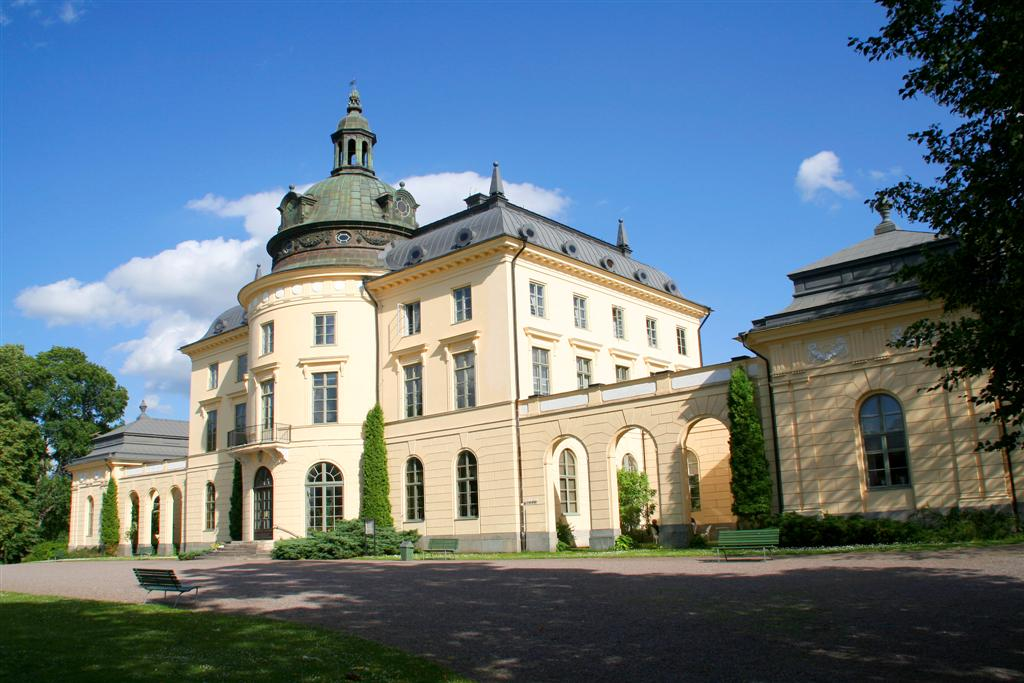
Schloss Bjärka-Säby

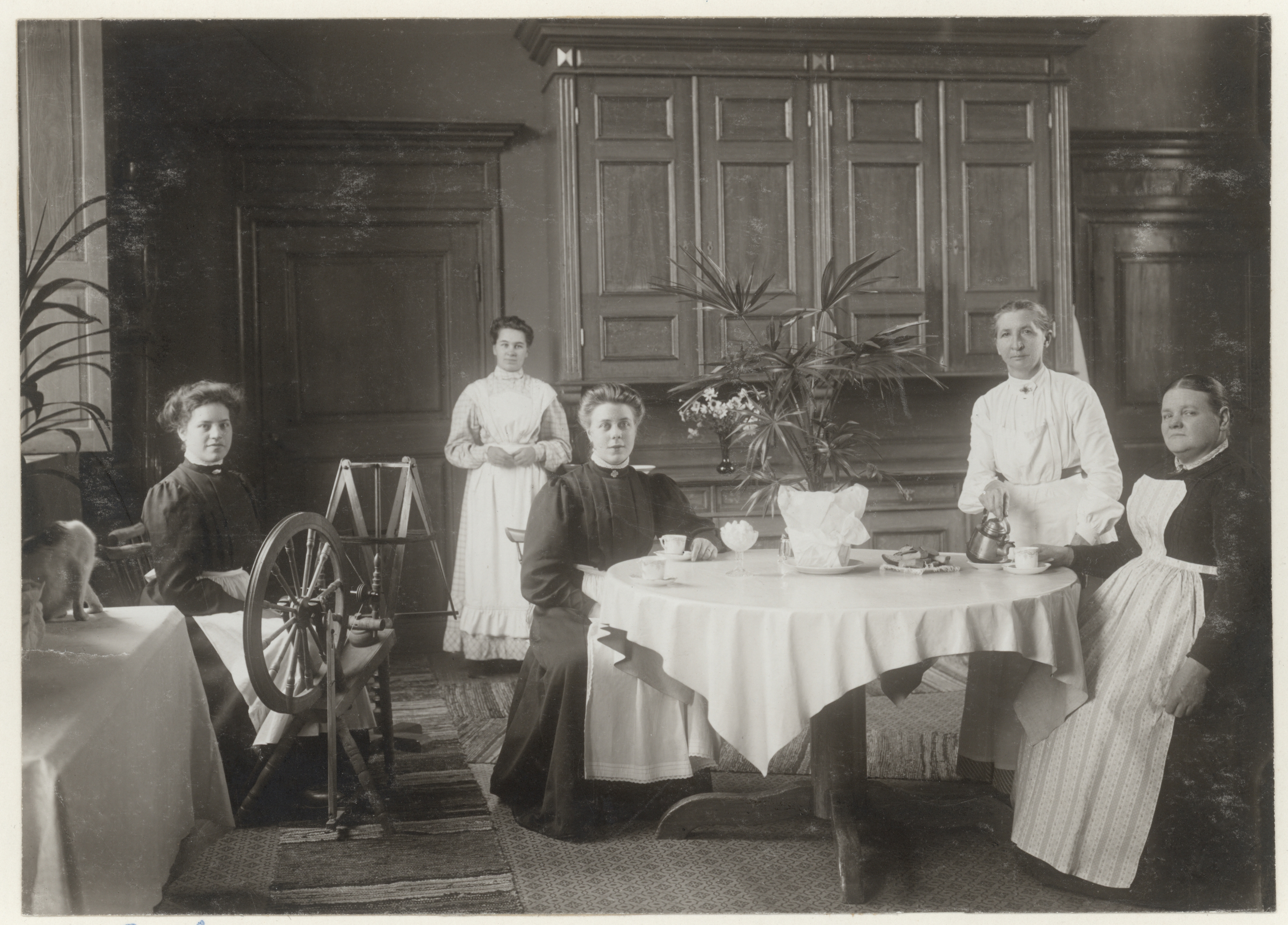
Hausangestellte in der Küche, 1909

Schloss Bjärka-Säby liegt in der schwedischen Gemeinde Linköping in Östergötland, etwa 18 km südlich der Stadt Linköping.
Das Rittergut wurde im 14. Jahrhundert von Bo Jonsson gegründet. Die damals errichtete Burg Bjärkaholm existiert heute nur noch als Ruine. Das Schloss, das am See Stora Rängen liegt, wurde zwischen 1791 und 1800 im Auftrag von Graf Germund Ludvig Cederhielm nach Plänen des Architekten Fredrik Magnus Piper erbaut. Sein heutiger Barockstil stammt von einem Umbau etwa 100 Jahre später, den Agi Lindegren leitete.
In der Nähe des Schlosses liegen zwei ältere Schlossanlagen. 1,5 km nördlich befinden sich die Ruinen des ursprünglichen Schlosses Bjärkaholm aus dem 14. Jahrhundert. Die zweite Anlage, das sogenannte Alte Schloss, ist aus der ersten Hälfte des 17. Jahrhunderts und wurde am Beginn des 18. Jahrhunderts mit zwei Flügelgebäuden im karolinischen Stil ergänzt.
Das Schloss gehörte seit 1872 der Unternehmerfamilie Ekman. Sie schenkte es 1980 einer Pfingstgemeinde in Linköping, die dort ein Studien- und Retraite-Zentrum unterhält. Auch eine ökumenische Kommunität ist dort beheimatet.